# Русский архив

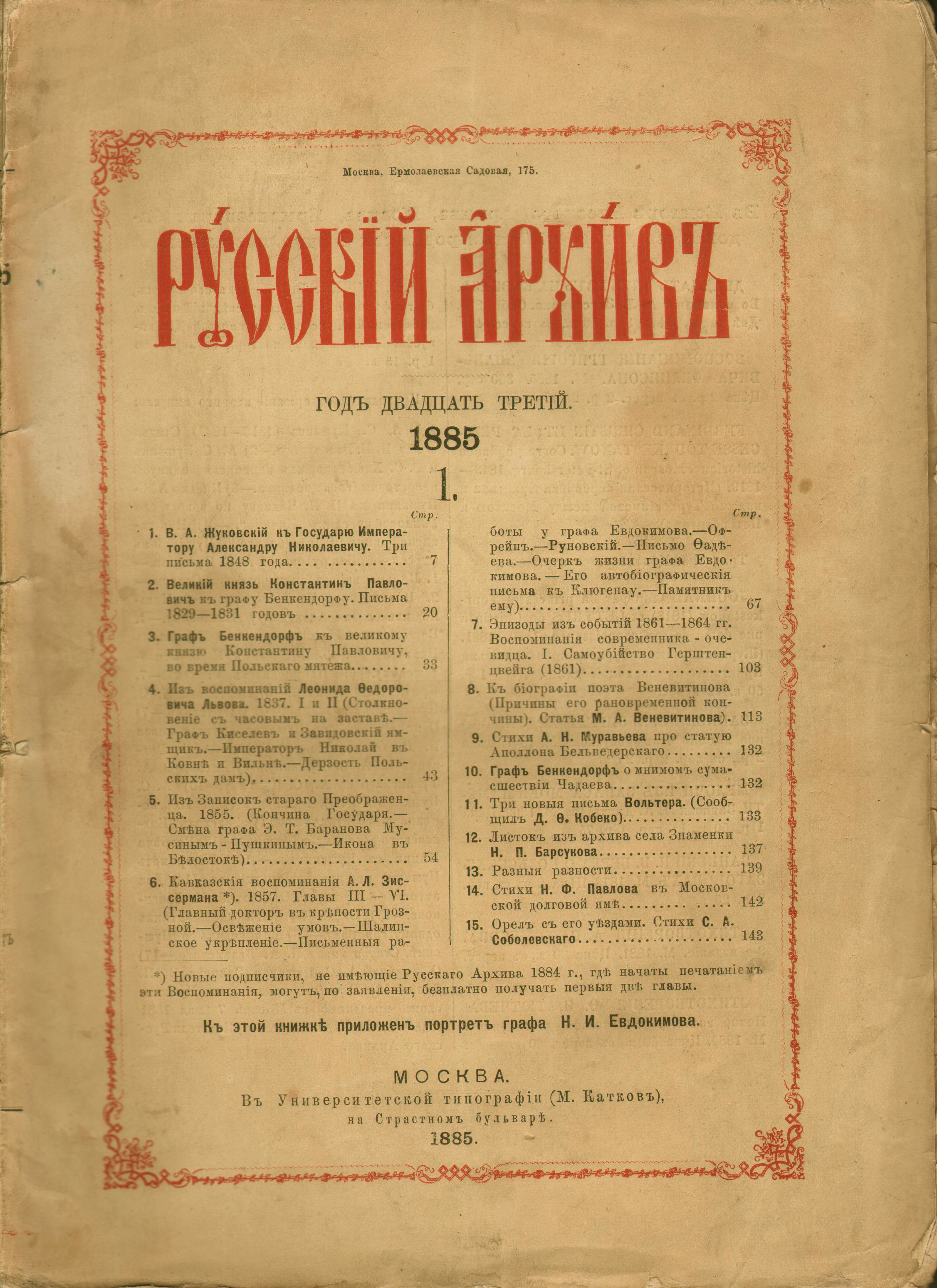

«Русский архив» — загальноросійський історико-літературний журнал, який виходив щомісяця в Москві впродовж 1863—1917, 1880—84 — двічі на місяць. Сучасники сходяться на тому, що він був першим історичним журналом у Росії й відіграв важливу роль у становленні археографії як науки, формуючи принципи відбору документів для публікації. Друкувався як підписне видання. Засновником і видавцем був П.Бартєнєв, а після його смерті — спадкоємці (1912—17). Наклад видання досягав 1—1,3 тис. примірників. У програмі вказувалося, що публікуватися будуть матеріали з історії Росії за останні два століття. Поширеними були такі форми публікації, як:

1) записки, спогади, щоденники;

2) листи і документи чиновників, громадських діячів, публікації творів художньої літератури та дослідження до історії літературного життя.
На поч. 1870 було заборонено цитування текстів «Р.а.», навіть якщо матеріал отримав цензурний дозвіл, а в разі порушення передбачалися адміністративне покарання. Крім редактора П.Бартєнєва, авторами статей, записок, коментарів були історики М.Барсуков, О.Васильчиков, Д.Іловайський, М.Лонгінов, Л.Майков, С.Соболевський, М.Юзефович та ін. Часто самі редактори журналу записували з вуст авторів їхні спогади, редагували й публікували, візуючи їх як автографи.
Із записок і спогадів чільне місце зайняли такі: про часи Петра I (графа Басевича, данського посла Юста Юля, стольника Толстого, Вебера), Катерини II (записки Г.Вінського і графа Рібоп'єра), Олександра I (графині Едлінг, графа Рошетуара), Миколи I (записки Л.Львова, Г.Щербачова, М.Толстого, М.Решетова, Н.Блудової, А.Фадєєва, М.Берга, польського єпископа Буткевича та ін.), документи про Війну 1812, листи декабристів, твори В.Жуковського, М.Лермонтова, М.Гоголя.
Частину матеріалів редактор опублікував у окремих збірниках: «Осьмнадцатый век» (кн. 1—4, М., 1868—69), «Девятнадцатый век» (кн. 1—2, М., 1872), «Архив князя Воронцова» (т. 1—40, М., 1870—95) та ін.
У журналі публікувалися твори М.Костомарова, дискусія з ним Д.Іловайського, листування І.Аксакова з М.Костомаровим, М.Максимовичем, М.Гоголем та ін. Історик О.Лазаревський опублікував кілька праць, зокрема «Нариси із побуту Малоросії XVIII ст.», «Павло Полуботок», «Нариси Малоросійських родів», «Листи В. Г. Барського до рідних» та ін. До біографії Т.Шевченка опубліковано спогади М.Лазаревського, листи княжни В.Рєпніної, П.Юдіна. Публікувалися матеріали з історії декабристів — «Записки невідомого» І. І. Горбачевського, листи С.Муравйова-Апостола до батька та ін.